# 세종특별자치시교육연구원
세종특별자치시교육연구원은 세종특별자치시 조치원읍에 있는 도서관이다.

## 연혁
- 2012.07.02 세종특별자치시 행정기구 설치조례 공포(제174회)
- 2012.07.02 세종특별자치시평생교육연구원 운영에 관한 조례(제194호)
- 2012.07.02 세종특별자치시평생교육연구원 개원
- 2012.07.02 초대 정순기 세종특별자치시평생교육연구원장 취임
- 2013.01.01 세종특별자치시평생교육연구원 신축 이전
- 2014.03.01 제2대 황우배 세종특별자치시평생교육연구원장 취임
- 2015.01.01 세종특별자치시교육연구원 기관명칭 변경
- 2015.09.01 제3대 이현복 세종특별자치시교육연구원장 취임
- 2017.03.01 제4대 김상학 세종특별자치시교육연구원장 부임

## 이용안내
이용시간
| 종합자료실 | 동절기(11월~2월) | 하절기(3월~10월) |
| ---------- | ---------------- | ---------------- |
| 화~금      | 09:00~19:00      | 09:00~20:00      |
| 토~일      | 09:00~17:00      | 09:00~18:00      |
| 열람실     | 08:00~21:00      | 08:00~21:00      |

휴원
- 매주 월요일
- 국경일 및 정부에서 지정하는 공휴일
- 기타 원장이 필요하다고 인정하는 날